# Cabeza de Vaca (pel·lícula)
Cabeza de Vaca és una pel·lícula mexicana de 1991, inspirada en el llibre Naufragios y comentarios del conquistador espanyol Álvar Núñez Cabeza de Vaca i dirigida per Nicolás Echevarría.

## Sinopsi
Basat en els escrits del conqueridor espanyol del mateix nom, narra com es va embarcar en l'expedició de Pánfilo de Narváez a la Florida. Quan l'expedició naufraga en les costes de Texas, després de ser delmats per les fletxes indígenes, Cabeza de Vaca cau presoner i és convertit en esclau juntament amb alguns supervivents de l'expedició.
Durant alguns anys Alvar Nuñez serà el servidor d'un xaman transhumant i aprendrà les seves tècniques curatives.

## Repartiment
- Juan Diego - Alvar Núñez Cabeza de Vaca
- Daniel Giménez Cacho - Dorantes
- Roberto Sosa - Cascabel / Araino
- Carlos Castañón - Castillo
- Gerardo Villarreal - Estevanico
- Roberto Cobo - Lozoya
- José Flores - Malacosa
- Eli 'Chupadera' Machuca - Xaman
- Farnesio de Bernal - Fray Suárez
- Josefina Echánove - Anciana Avavar
- Max Kerlow - Home en armadura
- Óscar Yoldi - Esquivel
- Beau Melanson - Pánfilo de Narváez

## Comentaris
Aquest film ocupa el lloc 61 dins de la llista de les 100 millors pel·lícules del cinema mexicà, segons l'opinió de 25 crítics i especialistes del cinema a Mèxic, publicada per la revista Somos en juliol de 1994.

## Premis
- Va ser seleccionada per la Acadèmia Mexicana d'Arts i Ciències Cinematogràfiques per representar a Mèxic als Premis Oscar.[4]
- La pel·lícula va guanyar la Makila d'or al Festival de Cinema de Biarritz (França), en 1991.
- Selecció oficial del 41è Festival Internacional de Cinema de Berlín, 1991[5]
- Guanyadora de l'Ariel pel disseny de producció de José Luis Aguilar